# Bohuslávky
Bohuslávky település Csehországban, Přerovi járásban. Bohuslávky Dolní Újezd és Lipník nad Bečvou településekkel határos. Lakosainak száma 321 fő (2024. január 1.).

## Népesség
A település lakosságának változását az alábbi diagram mutatja:
| Lakosok száma | 267  | 317  | 364  | 376  | 418  | 345  | 315  | 317  | 317  | 321  |
|               | 1869 | 1890 | 1921 | 1950 | 1980 | 2001 | 2017 | 2019 | 2022 | 2024 |